# Vulturești (okręg Vaslui)
Vulturești – wieś w Rumunii, w okręgu Vaslui, w gminie Vulturești. W 2011 roku liczyła 1010 mieszkańców.